# Statue équestre de Frédéric le Grand

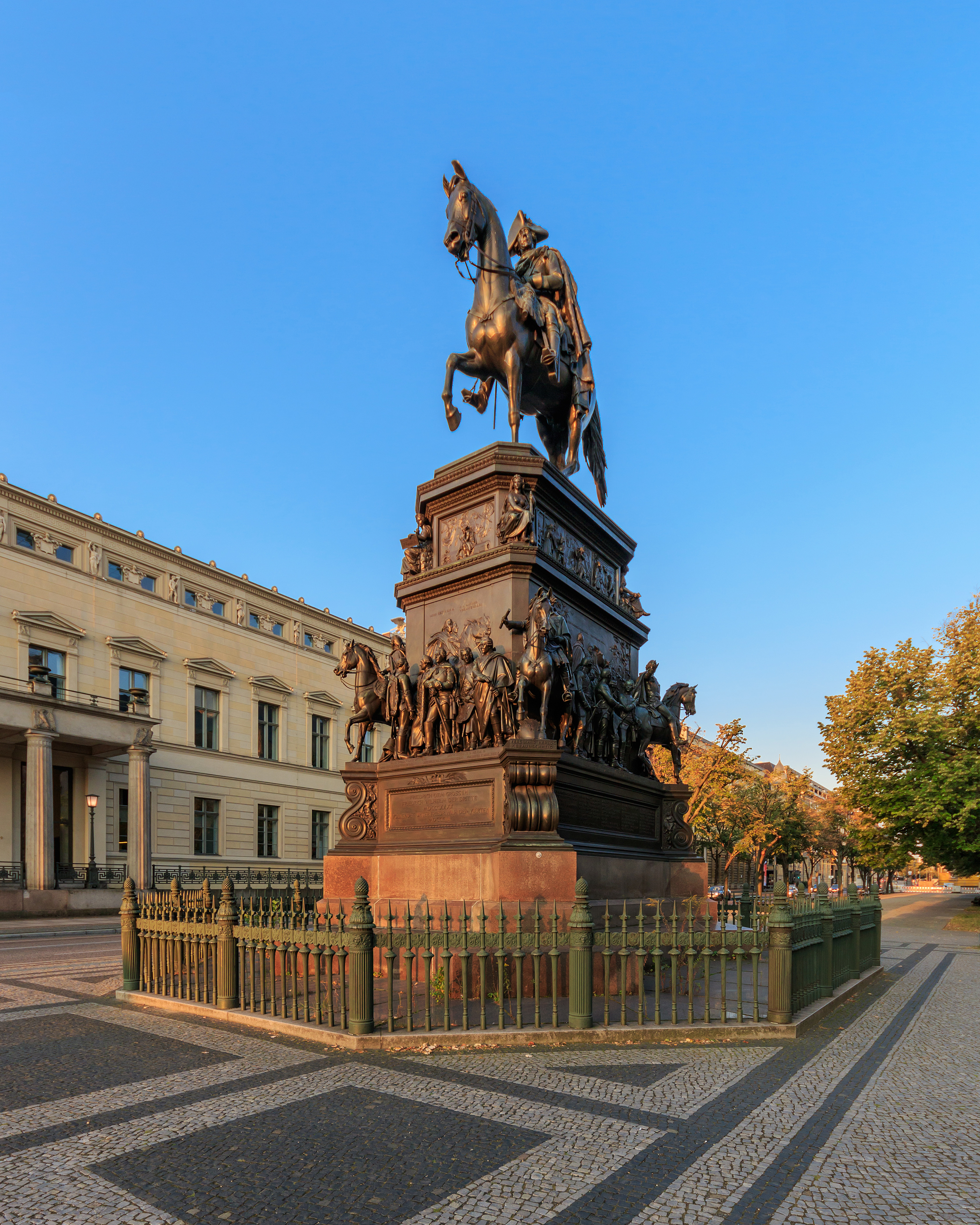
Statue équestre de Frédéric le Grand, Unter den Linden.

La statue équestre de Frédéric le Grand est une statue en bronze à l'extrémité est de l'Unter den Linden à Berlin, qui rend hommage au roi Frédéric II de Prusse. Conçue en 1839 par Christian Daniel Rauch et inaugurée en 1851, elle passe pour être un chef-d'œuvre de L'école de sculpture de Berlin et a influencé d’autres monuments.
Après avoir été enfermée dans du ciment pour la protéger pendant la Seconde Guerre mondiale, la statue a été retirée sur décision de la municipalité de Berlin-Est en 1950 et réinstallée en 1963 au palais de Sanssouci à Potsdam, puis remise sur l'Unter den Linden en 1980. Après la réunification, le monument a été remis à son emplacement d'origine et restauré. C'est un monument historique de Berlin.

## Description et emplacement
Le monument mesure 13,5 mètres de haut, la statue mesure 5,66 mètres de haut et le piédestal mesure 7,84 mètres de haut. La statue représente Frédéric le Grand en uniforme militaire avec un manteau en garniture d'hermine, portant ses décorations et son tricorne caractéristique. Il tient les rênes de son cheval Condé (de) dans sa main gauche et sa canne dans sa main droite. 
Deux cercles thématiques déterminent la décoration sculpturale du socle : la frise supérieure présente des scènes de la vie de Frédéric, tandis que les deux cercles inférieurs immortalisent des contemporains célèbres de Frédéric.

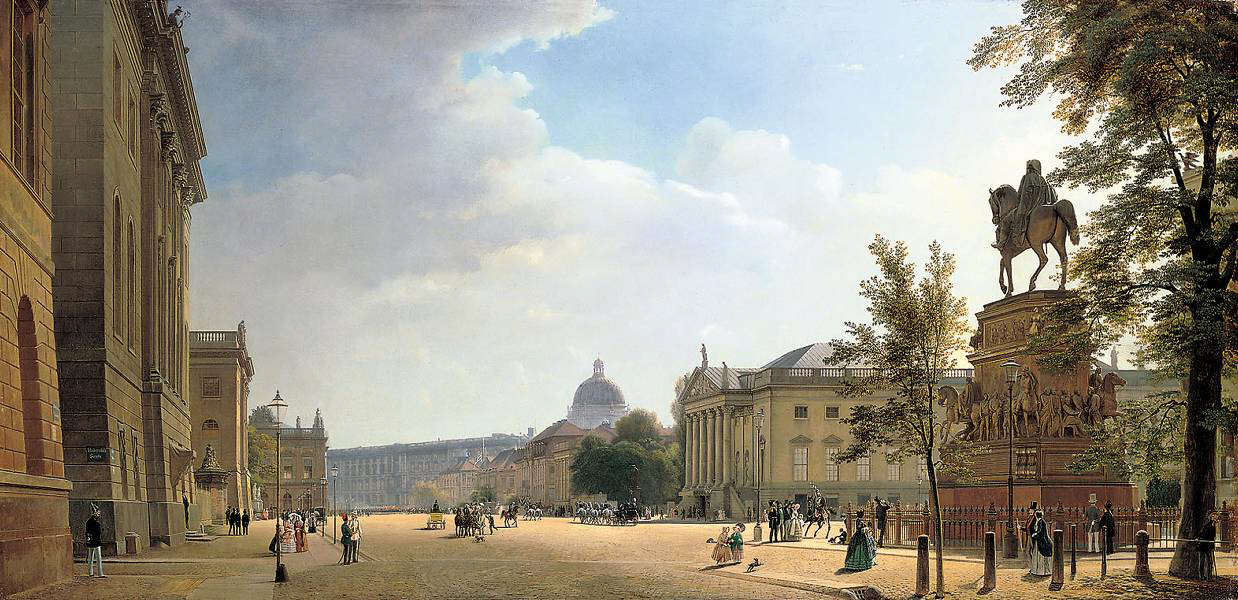
Statue équestre sur la peinture Unter den Linden d'Eduard Gaertner, 1852.

Les quatre cavaliers aux angles représentent le prince Henri de Prusse, frère cadet de Frédéric, et le duc Ferdinand de Brunswick-Lunebourg à l'avant, et le général de hussards Hans Joachim von Zieten et le général de cavalerie Friedrich Wilhelm von Seydlitz à l'arrière. Deux frises thématiques déterminent la décoration sculpturale de la base : dans la frise supérieure, on voit des scènes de la vie de Frédéric, tandis que les noms de célèbres contemporains de Frédéric sont immortalisés dans les deux frises inférieures. La dédicace au recto se lit comme suit : "Frédéric le Grand / Frédéric-Guillaume III / 1840 / complété sous Frédéric-Guillaume IV 1851".
Les quatre panneaux en relief de la partie supérieure présentent des personnages entièrement sculptés de l'époque et de la vie de Frédéric. À l'exception du revers, qui est consacré à des hommes politiques, des scientifiques et des artistes tels qu'Emmanuel Kant et Gotthold Ephraim Lessing, il s'agit de figures militaires des guerres de Silésie.

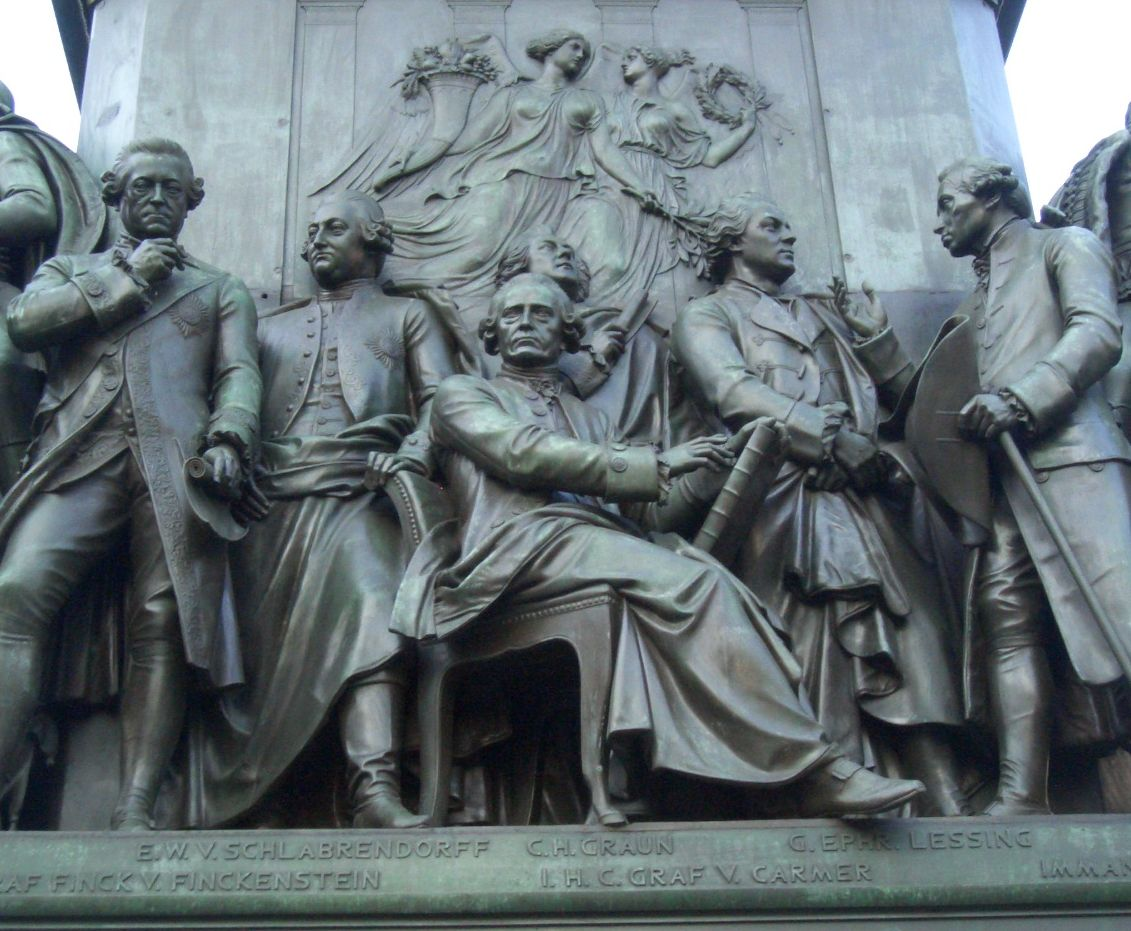
Verso : Finckenstein, Schlabrendorf, Graun, Carmer, Lessing, Kant.

Recto : Joachim Bernhard von Prittwitz, Hans Sigismund von Lestwitz (de), Auguste-Guillaume de Prusse, Heinrich Sigismund von der Heyde (de), Johann Dietrich von Hülsen.
Côté nord : Friedrich Wilhelm Gottfried Arnd von Kleist (de), Karl Wilhelm von Dieskau (de), Hans Karl von Winterfeldt, Friedrich Bogislav von Tauentzien, Frédéric-Eugène de Wurtemberg.
Verso : Karl Wilhelm von Finckenstein, Ernst Wilhelm von Schlabrendorf, Carl Heinrich Graun, Johann Heinrich von Carmer, Gotthold Ephraim Lessing, Emmanuel Kant.
Côté sud : Friedrich Leopold von Geßler, Georg Vivigenz von Wedel (de), Léopold II d'Anhalt-Dessau, Hartwig Karl von Wartenberg (de), Georg Konrad von der Goltz (de).
Les plaques d'inscription sur les côtés énumèrent les noms suivants :
| - Christian Nicolaus von Linger (de) - Wilhelm Dietrich von Buddenbrock - Christoph Wilhelm von Kalckstein - Joachim Christoph von Jeetze (de) - Thierry d'Anhalt-Dessau | - Hans von Lehwaldt - Fr. Seb. W. Truchsess zu Waldburg (de) - Ernst Christoph von Nassau (de) - Peter du Moulin (de) - Frédéric de Brandebourg-Schwedt - Kaspar Ludwig von Bredow (de) | - Auguste-Ferdinand de Prusse - Maurice d'Anhalt-Dessau - Frédéric-Guillaume de Brandebourg-Schwedt - Auguste-Guillaume de Brunswick-Bevern | - Friedrich Rudolf von Rothenburg (de) - Heinrich Karl Ludwig Herault de Hautcharmoy (de) - Heinrich August de La Motte-Fouqué - Georges-Louis de Holstein-Gottorp | - Nikolaus Andreas von Katzler (de) - Christophe II de Dohna-Schlodien - Christoph Ludwig von Stille (de) - Kaspar Ernst von Schultze (de) - Friedrich Wilhelm Quirin von Forcade - Franz Karl Ludwig von Wied zu Neuwied (de) |

| - August Friedrich von Itzenplitz - Georg Wilhelm von Driesen (de) - Wolf Friedrich von Retzow - Otto Magnus von Schwerin (de) - Arnold Christoph von Waldow (de) - Gustav Bogislav von Münchow - Johann Carl Friedrich zu Carolath-Beuthen (de) | - Kasimir Wedig von Bonin (de) - Joachim Christian von Tresckow (de) - Peter von Pennavaire (de) - Christoph Friedrich von Lattorf (de) - Heinrich von Manteuffel (de) - Anton von Krockow (de) - Frédéric-François de Brunswick-Wolfenbüttel | - Dubislav Friedrich von Platen - Carl Wilhelm Ferdinand Erbprinz von Braunschweig - Wilhelm Graf v. d. Lippe-Bückeburg - Karl Christoph von der Goltz (de) - Carl Heinrich von Wedel | - Moritz Franz Kasimir von Wobersnow (de) - Georg Ludwig von Puttkamer (de) - Wilhelm Dietrich von Wakenitz (de) - Siegmund Moritz Wilhelm von Langen (de) - Karl Friedrich von Moller (de) - Robert Scipio von Lentulus (de) - Friedrich Christoph von Saldern - Joachim Friedrich von Stutterheim | - Paul von Werner (de) - Johann Jakob von Wunsch - Christoph Karl von Bülow - Heinrich Gottlob von Braun (de) - Asmus Ehrenreich von Bredow - Hans-Friedrich von Krusemark - Friedrich Wilhelm von Gaudi - Wichard v. Moellendorff |

| - Ewald Friedrich von Hertzberg - Samuel Freiherr von Coccji - George Wenzeslaus Freiherr von Knobelsdorff - Christian Freiherr von Wolff - Carl Wilhelm Ramler - Johann Wilhelm Ludwig Gleim - Christian Garve | - Ewald Christian von Kleist - Johann Friedrich von Domhardt (de) - Christian Fürchtegott Gellert - Pierre Louis Moreau de Maupertuis - Charles-Étienne Jordan - Johann Joachim Winckelmann - Antoine Pesne |

La statue se trouve à l'extrémité est de l'Unter den Linden, face à l'extrémité ouest de l'ancien Forum Fridericianum (aujourd'hui Bebelplatz) en direction du site du palais royal. Il est entouré d'une clôture basse en fer forgé, qui a été reconstituée lors de la restauration du monument et replacée dans sa position d'origine.

## Histoire

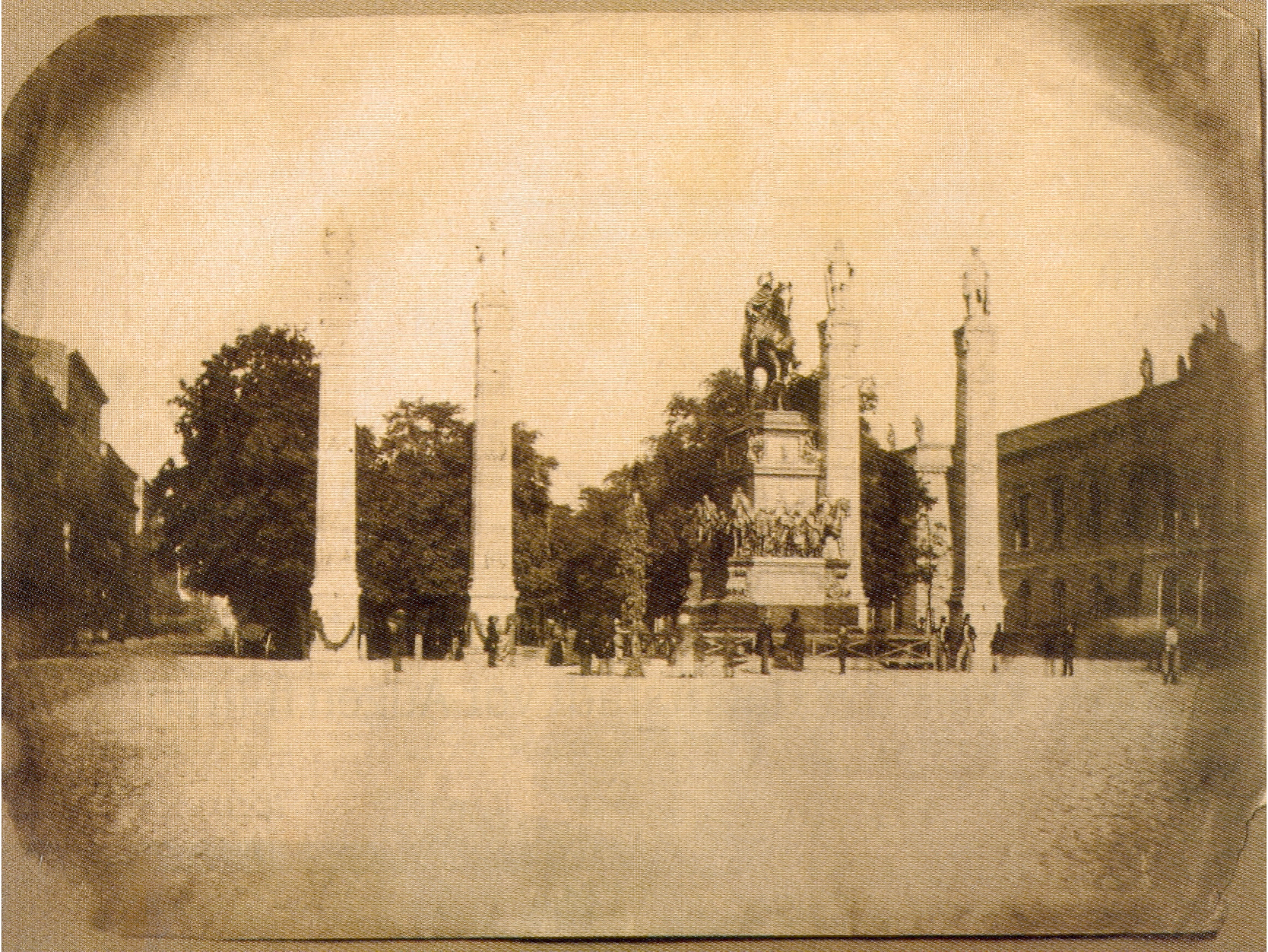
Inauguration du monument, 31 mai 1851.

Presque six décennies après la mort de Frédéric II, Frédéric-Guillaume III a commandé le monument à Christian Daniel Rauch en 1836. Il a été coulé à partir de 1845 par le ciseleur Karl Ludwig Friebel, que Rauch avait amené de Lauchhammer à cette fin. Les modifications apportées aux figures de la base ont prolongé les travaux de six ans et le monument a été dévoilé le 31 mai 1851. Il s'agit de l'une des œuvres les plus connues de Christian Daniel Rauch et a influencé d'autres monuments de la fin du XIXe siècle et du début du XXe siècle.
Pendant la Seconde Guerre mondiale, le monument a été recouvert de béton pour le protéger. En mai 1950, le gouvernement est-allemand l'a enlevé et l'a replacé dans le parc du palais de Sanssouci à Potsdam en 1963. Des voleurs de métaux l'ont endommagé après le retrait de l'enveloppe de protection. Celle-ci a été démontée et emmenée entre le 13 et le 19 juillet 1963. Après avoir été stocké en morceaux et presque fondu en 1962, le monument avait été reconstruit dans l'hippodrome du palais de Charlottenhof . 

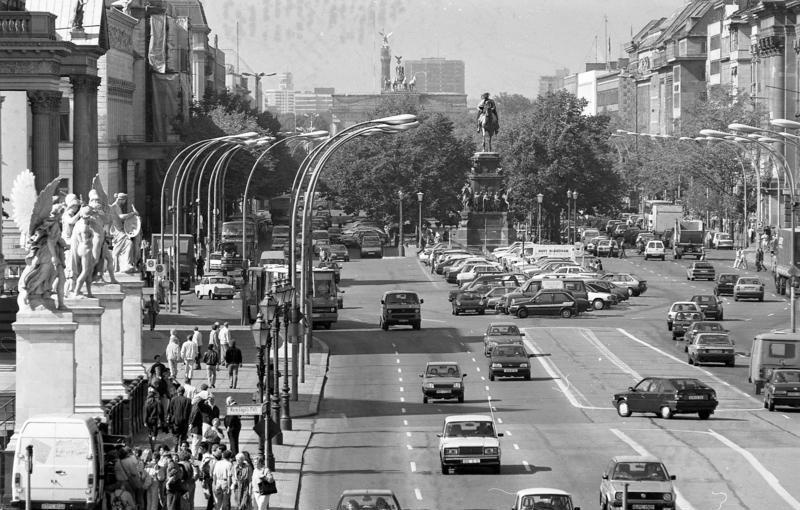
Unter den Linden en 1991, la statue a été replacée un peu à l'est de sa position d'origine.

Dans les années 1980, le gouvernement est-allemand a changé sa « politique de la mémoire » et surtout sa position sur le patrimoine prussien. En 1980, Erich Honecker a appelé le roi de Prusse Frédéric II « le Grand » dans une interview avec Robert Maxwell; la même année, l'historienne Ingrid Mittenzwei (de) a publié une biographie relativement positive du roi. La statue a été restaurée et replacée sur l'Unter den Linden, environ 6 mètres à l'est de son ancienne position. L'Allemagne de l'Ouest a connu un retour similaire à une vision plus positive de la Prusse avec l'exposition de Berlin Preußen - Versuch einer Bilanz (La Prusse, une tentative d'image complète). Les préparatifs pour célébrer le 750e anniversaire de la fondation de Berlin en 1987 ont conduit à un nouvel examen du patrimoine prussien. Cette année-là, Gisela May a interprété une chanson célébrant le retour de la statue.
Après la réunification allemande, le Sénat de Berlin fit refaire une restauration de la statue et la replaça dans sa position initiale, avec la clôture en fer forgé et les lampadaires du XIXe siècle. Après avoir été peinte lors d'une manifestation contre la Bundeswehr, elle a été restaurée une nouvelle fois en 2006 et recouverte d'une couche de cire pour la protéger des graffitis.

## Autres statues de Frédéric le Grand
Johann Gottfried Schadow, qui était le professeur de Christian Daniel Rauch et avait reçu de nombreuses commandes sous le roi Frédéric-Guillaume II, s'attendait à mener à bien cette commande. Déjà en 1821-1822, il avait réalisé une médaille en bronze grandeur nature de Frédéric le Grand avec deux lévriers, qui est au palais de Sanssouci,. Il a également créé une statue en marbre de Frédéric pour la ville de Stettin, aujourd'hui disparue, dont une reproduction en bronze se trouve maintenant dans l'enceinte à l'extérieur de la nouvelle aile du palais de Charlottenburg.
En 1865, deux étudiants de Christian Daniel Rauch, Aloisio Lazzerini et Carlo Baratta, firent une copie en marbre d'une taille approximative de la moitié de la statue équestre de Christian Daniel Rauch, située dans le parc de Sanssouci.
Une autre copie plus petite de la statue de Rauch a été réalisée pour commémorer la nuit passée par Frédéric II dans la section de Dehlitz à Lützen avant la bataille de Rossbach en 1757.

## Voir plus
- Liste des statues équestres en Allemagne